# Женская сборная Кабо-Верде по гандболу
Женская сборная Кабо-Верде по гандболу — национальная команда по гандболу, представляющая Кабо-Верде на международных соревнованиях. Управляется Федерацией гандбола Кабо-Верде.

## История
Женская сборная Кабо-Верде никогда не участвовала в летних Олимпийских играх и чемпионатах мира.
Лишь дважды гандболистки из Кабо-Верде выступали на крупных континентальных турнирах. Дебютными для них в 2011 году стали Всеафриканские игры в Мапуту, где команда заняла 8-е место. На групповом этапе сборная Кабо-Верде победила гандболисток Мозамбика (27:26) и Кении (30:22), в четвертьфинале уступила Алжиру (24:30), в полуфинале за 5-8-е места потерпела поражение от Нигерии (21:25), а в матче за 7-8-е места — от Кении (23:26).
В 2021 году сборная Кабо-Верде впервые выступила на чемпионате Африки в Яунде. На групповом этапе она проиграла Анголе (14:39) и Конго (23:34) и вместе с другими аутсайдерами групп продолжила выступление в турнире за 9-11-е места, где нанесла поражения Мадагаскару (30:16) и Кении (27:22).

## Результаты выступлений

### Чемпионаты Африки
- 1974—2018 — не участвовала
- 2021 — 9-е место

### Африканские игры
- 1965—2007 — не участвовала
- 2011 — 8-е место
- 2015—2019 — не участвовала